# Lámpara Tiffany

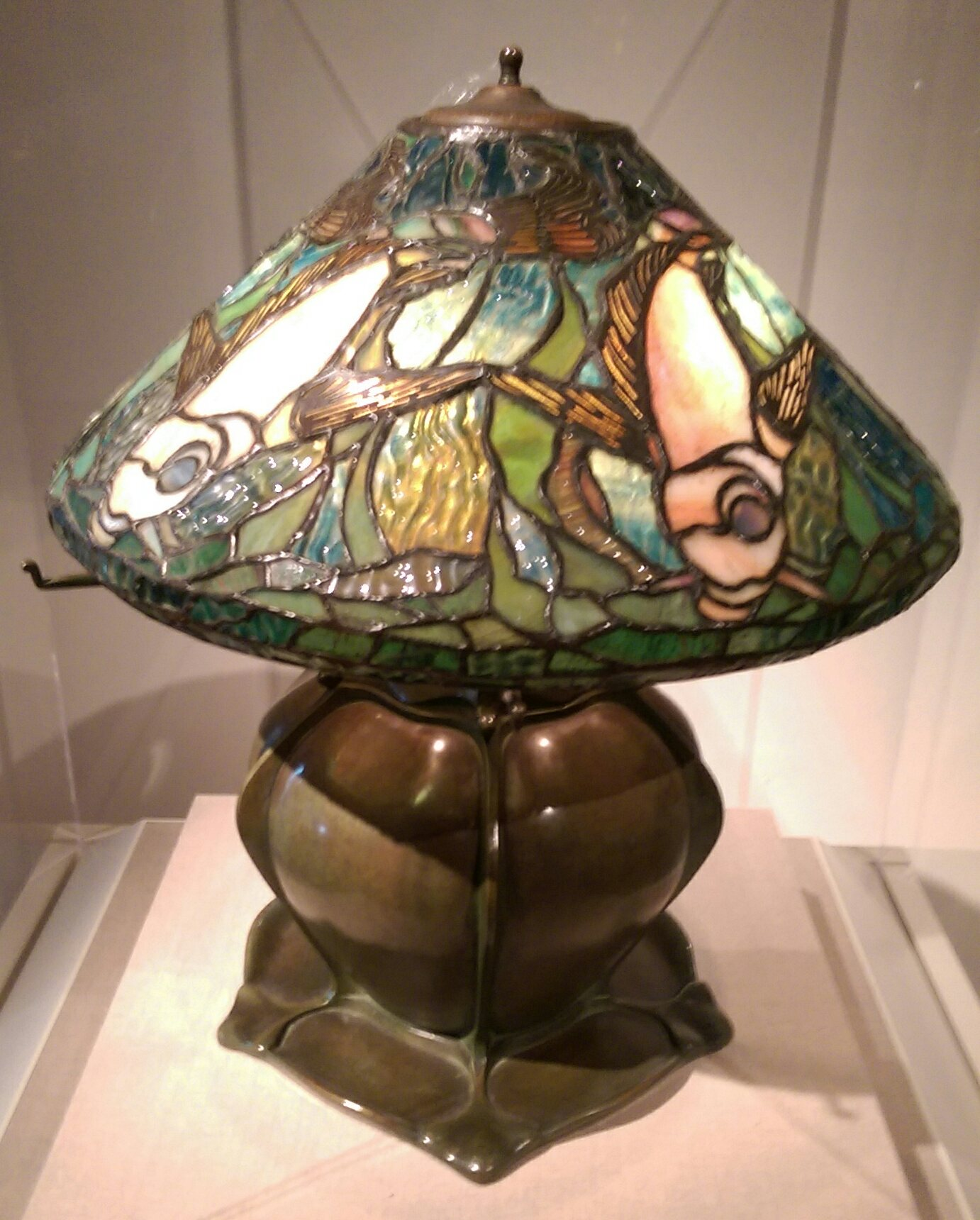
Una lámpara Tiffany de 1905 aproximadamente, en exposición en el Museo de Young en San Francisco

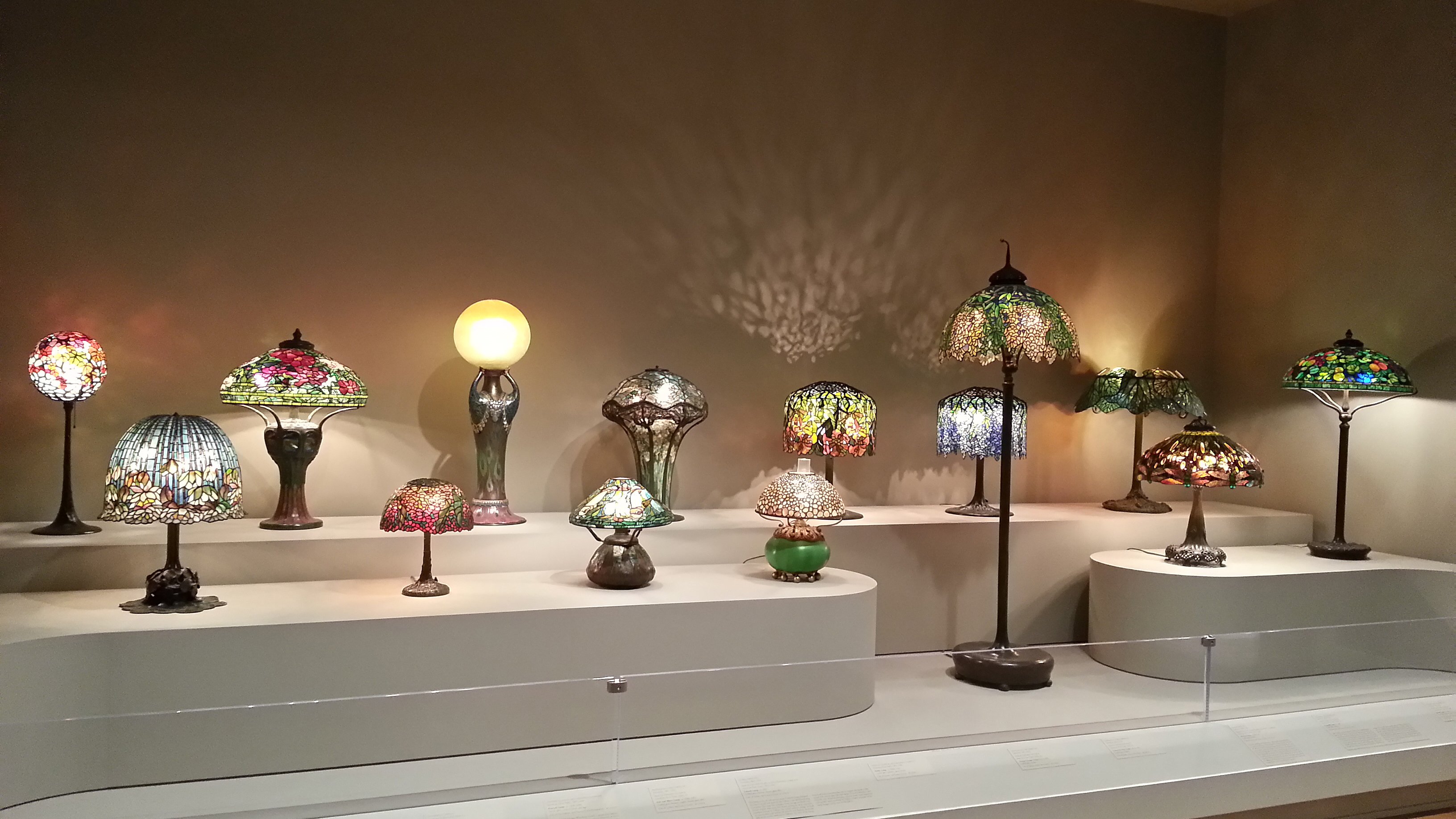
Colección de lámparas Tiffany del Museo de Bellas Artes de Virginia.

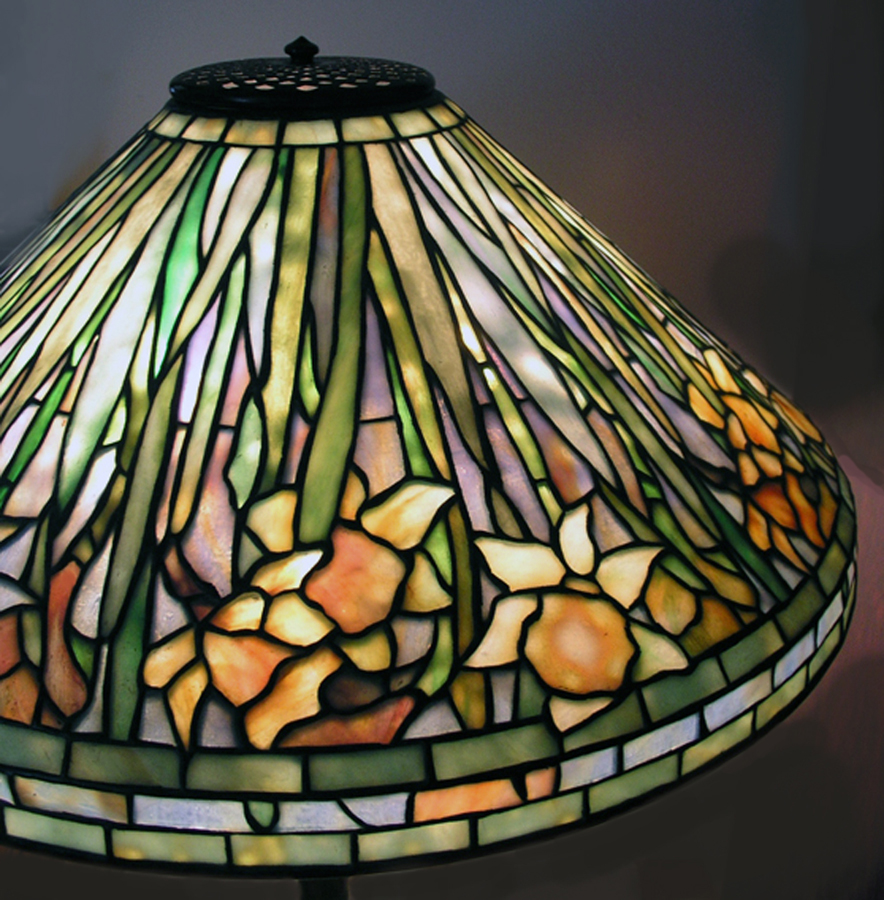
Una lámpara de mesa de vidrio emplomado Daffodil de Louis Comfort Tiffany & Co. (es mostrada la pantalla), diseñada por la jefa de diseñadores de Tiffany, Clara Driscoll.

Una lámpara Tiffany es un tipo de lámpara con una pantalla hecha de vidrio diseñada por Louis Comfort Tiffany y su estudio de diseño. La más famosa fue la lámpara de vidrio emplomado coloreado. Las lámparas Tiffany son consideradas como parte del movimiento del Art Nouveau.
Debido a la influencia dominante de Tiffany sobre el estilo, el término "lámpara Tiffany" o "lámpara de estilo Tiffany" ha sido utilizado a menudo para referirse a cualesquiera lámparas de vidrio emplomado coloreado, incluso las no fabricadas por la compañía de Louis Comfort Tiffany.

## Historia
La primera lámpara Tiffany fue creada alrededor de 1895. Cada lámpara era hecha a mano por hábiles artesanos, y no producidas en masa o por máquinas. Su diseñador no era, como se había pensado durante más de 100 años, Louis Comfort Tiffany, sino una artista anteriormente desconocida llamada Clara Driscoll, que fue identificada en 2007 por el profesor Martin Eidelberg de la Universidad Rutgers como la principal diseñadora detrás de las lámparas de vidrio emplomado más creativas y preciosas producidas por Tiffany Studios.
La primera iniciativa comercial de Tiffany fue una empresa de diseño interior en Nueva York, para la que él diseñó vidrieras policromadas.
Las lámparas Tiffany ganaron popularidad después de la Exposición Mundial Colombina de 1893 en Chicago, donde Tiffany expuso sus lámparas en una capilla de estilo bizantino. Su presentación captó la mirada de muchas personas, sobre todo Wilhelm Bode y Julius Lessing, directores de los museos estatales en Berlín. Lessing adquirió algunas piezas para exponer en el Museo de Artes Decorativas, haciéndolo el primer museo europeo en poseer cristales Tiffany. Aunque la obra de Tiffany era popular en Alemania, otros países, como Francia, no fueron igualmente cautivados por ella debido a su relación con los objetos de artesanía estadounidense. Tiffany solo logró  entrar en el mercado francés encargando la producción de sus obras a Siegfried Bing, con la asistencia de muchos artistas franceses. Sin el acceso y los contactos de Bing en Europa, Tiffany no habría tenido tanto éxito vendiendo sus obras al público europeo. El éxito de Tiffany en toda Europa fue debido en gran parte al éxito de sus obras en los mercados alemán y austrohúngaro a través de una serie de exposiciones a partir de 1897 en la Exposición Internacional de Arte en Dresde. Después que la asociación entre Tiffany y Bing acabó, el interés por los productos de Tiffany empezó lentamente a declinar en Europa.

## Diseño
La mayoría de las lámparas de Tiffany pueden agruparse en una de las siguientes siete categorías:
- Borde superior irregular
- Borde inferior irregular
- Favrile
- Geométrica
- Transición de flores
- Cono florido
- Globo florido

Las lámparas de Borde superior e inferior irregular llevan un margen de corona calada que ayuda a simular una rama, árbol o arbusto. La categoría Favrile, que significa realizado a mano, identifica las primeras lámparas que Tiffany fabricó con esa etiqueta. Sus iniciales LCT remplazaron más tarde la marca Favrile. La categoría Geométrica, hecha primariamente por artesanos varones, habla por sí misma. Los artesanos de Tiffany utilizaron formas geométricas como triángulos, cuadrados, rectángulos y óvalos para crear estos modelos para lámparas. Después hay el grupo Transición de flores, que está dividido en lámparas de Cono y de Globo florido. Todas esas lámparas siguen un diseño natural o botánico usando flores, libélulas, arañas con telarañas, mariposas y plumas de pavo real. La diferencia entre esas dos categorías menores está en las formas de la pantalla, fundamentalmente un cono y un globo.

## Producción
Cada lámpara es preparada utilizando el método de la hoja de cobre. Primero se diseña un modelo para la lámpara en una pieza de cartón grueso. Luego se escribe un número y un color de vidrio en la pieza del modelo. Después de que el modelo está diseñado y etiquetado, el vidrio se dispone encima y se traza. Una vez que el modelo está trazado en el vidrio, las piezas pueden ser cortadas y amoladas a su forma correcta. Luego hay que limpiar las piezas así que la hoja de cobre puede aplicarse a los márgenes. La solución de la hoja de cobre permite a las piezas adherirse juntas. Después de que la lámpara ha sido puesta conforme y está completamente conectada, hay que soldar los márgenes juntos para un contacto firme. Finalmente, después de que la lámpara ha sido soldada es limpiada para destacar su belleza.

## Colecciones
- Sociedad Histórica de Nueva York, Central Park Oeste cruzando Calle 77 Oeste – 132 lámparas en la Colección de Cristales Tiffany del Dr. Egon Neustadt[5]
- Museo de Arte de Queens, Parque Flushing Meadows-Corona, Queens (Nueva York) – el resto de la colección de of Neustadt, fue al museo después de su muerte[6]
- Museo de Bellas Artes de Virginia, Richmond (Virginia) – 14 lámparas en exposición en las Galerías Lewis de Artes Decorativas, con cuatro lámparas adicionales en la colección del museo, pero no en exposición[7]